# Baric-Algebra
Als Baric-Algebra bezeichnet man eine lineare Algebra mit einer nichttrivialen Gewichtsfunktion (englisch baric, von griechisch βάρος báros, deutsch ‚schwer, gewichtig‘). Baric-Algebren sind eine Verallgemeinerung der in der theoretischen Biologie betrachteten genetischen Algebren.

## Definition
Eine (nicht notwendigerweise assoziative) Algebra {\displaystyle A} über einem Körper {\displaystyle K} heißt Baric-Algebra, wenn es einen nichttrivialen Algebrenhomomorphismus {\displaystyle w\colon A\longrightarrow K} gibt. {\displaystyle w} wird Gewichtsfunktion genannt, {\displaystyle w(x)} heißt Gewicht von {\displaystyle x\in A}.
Der Begriff der Baric-Algebra wurde 1939 von I.M.H. Etherington bei der Untersuchung genetischer Algebren eingeführt. Aus darstellungstheoretischer Sicht ist eine Baric-Algebra eine Algebra mit einer nichttrivialen Darstellung über ihrem Skalarkörper. Nicht-assoziative Algebren haben im Allgemeinen gar keine Matrix-Darstellung, deren einfachste Form eine Darstellung über dem Skalarkörper ist.

## Charakterisierungen
- Eine nicht-assoziative {\displaystyle k}-Algebra {\displaystyle A} ist genau dann eine Baric-Algebra, wenn es so ein Ideal {\displaystyle I\subset A} gibt, so dass {\displaystyle A/I\cong k}
- Eine nicht-assoziative {\displaystyle n}-dimensionale {\displaystyle \mathbb {R} }-Algebra {\displaystyle A} ist genau dann eine Baric-Algebra, wenn sie eine genetische Basis besitzt, das heißt, zwischen den Basiselementen {\displaystyle u_{1},u_{2},\dots ,u_{k}} besteht eine Beziehung {\displaystyle u_{i}\cdot u_{j}=\sum _{k=1}^{n}\gamma _{ijk}u_{k}} mit Koeffizienten {\displaystyle \gamma _{ijk}\in \mathbb {R} }, für welche gilt: {\displaystyle \sum _{k=1}^{n}\gamma _{ijk}=1,\;\gamma _{ijk}\geq 0}.
- Eine nicht-assoziative {\displaystyle n}-dimensionale {\displaystyle \mathbb {R} }-Algebra {\displaystyle A} ist genau dann eine Baric-Algebra, wenn es ein {\displaystyle (n-1)}-dimensionales Ideal {\displaystyle N\subset A} gibt, für das gilt: {\displaystyle A^{\rm {2}}\nsubseteq N}.

## Beispiele
- {\displaystyle \mathbb {R} ^{3}} mit dem Vektorprodukt als Multiplikation bildet eine nicht-assoziative {\displaystyle \mathbb {R} }-Algebra. Dies ist keine Baric-Algebra, denn es gibt darin kein Ideal der Dimension 2, das aber benötigt würde, damit der Quotient zu {\displaystyle \mathbb {R} } isomorph wäre. Allgemeiner lässt sich zeigen, dass halbeinfache Lie-Algebren keine Baric-Algebren sind.
- {\displaystyle \mathbb {R} ^{2}} mit zwei Basisvektoren {\displaystyle e_{1},e_{2}}, auf denen eine Multiplikation folgendermaßen erklärt ist:

{\displaystyle e_{1}\cdot e_{1}=e_{2},\;e_{1}\cdot e_{2}=e_{1},\;e_{2}\cdot e_{1}=e_{2},\;e_{2}\cdot e_{2}=e_{1}}.
Damit ist eine genetische Basis gegeben und eine Baric-Algebra definiert; die Multiplikation ist nicht assoziativ:
{\displaystyle (e_{1}\cdot e_{2})\cdot e_{2}\neq e_{1}\cdot (e_{2}\cdot e_{2})}.
Eine nicht-triviale Gewichtsfunktion ist {\displaystyle w(\alpha _{1}e_{1}+\alpha _{2}e_{2})=\alpha _{1}+\alpha _{2}}.
- Gametische Algebra G der einfachen mendelschen Vererbung:

{\displaystyle \mathbb {R} ^{2}} mit zwei Basisvektoren {\displaystyle a_{1},a_{2}} und folgender Multiplikationstafel:
| .                     | {\displaystyle a_{1}}                             | {\displaystyle a_{2}}                             |
| --------------------- | ------------------------------------------------- | ------------------------------------------------- |
| {\displaystyle a_{1}} | {\displaystyle a_{1}}                             | {\displaystyle {1 \over 2}a_{1}+{1 \over 2}a_{2}} |
| {\displaystyle a_{2}} | {\displaystyle {1 \over 2}a_{1}+{1 \over 2}a_{2}} | {\displaystyle a_{2}}                             |

ist eine Baric-Algebra mit Gewichtsfunktion {\displaystyle w(\alpha _{1}a_{1}+\alpha _{2}a_{2})=\alpha _{1}+\alpha _{2}}.